# Horovce (Púchov)
Horovce (ungarisch Horóc) ist eine Gemeinde im Nordwesten der Slowakei, mit 917 Einwohnern (Stand 31. Dezember 2024), die zum Okres Púchov, einem Teil des Trenčiansky kraj, gehört.

## Geographie

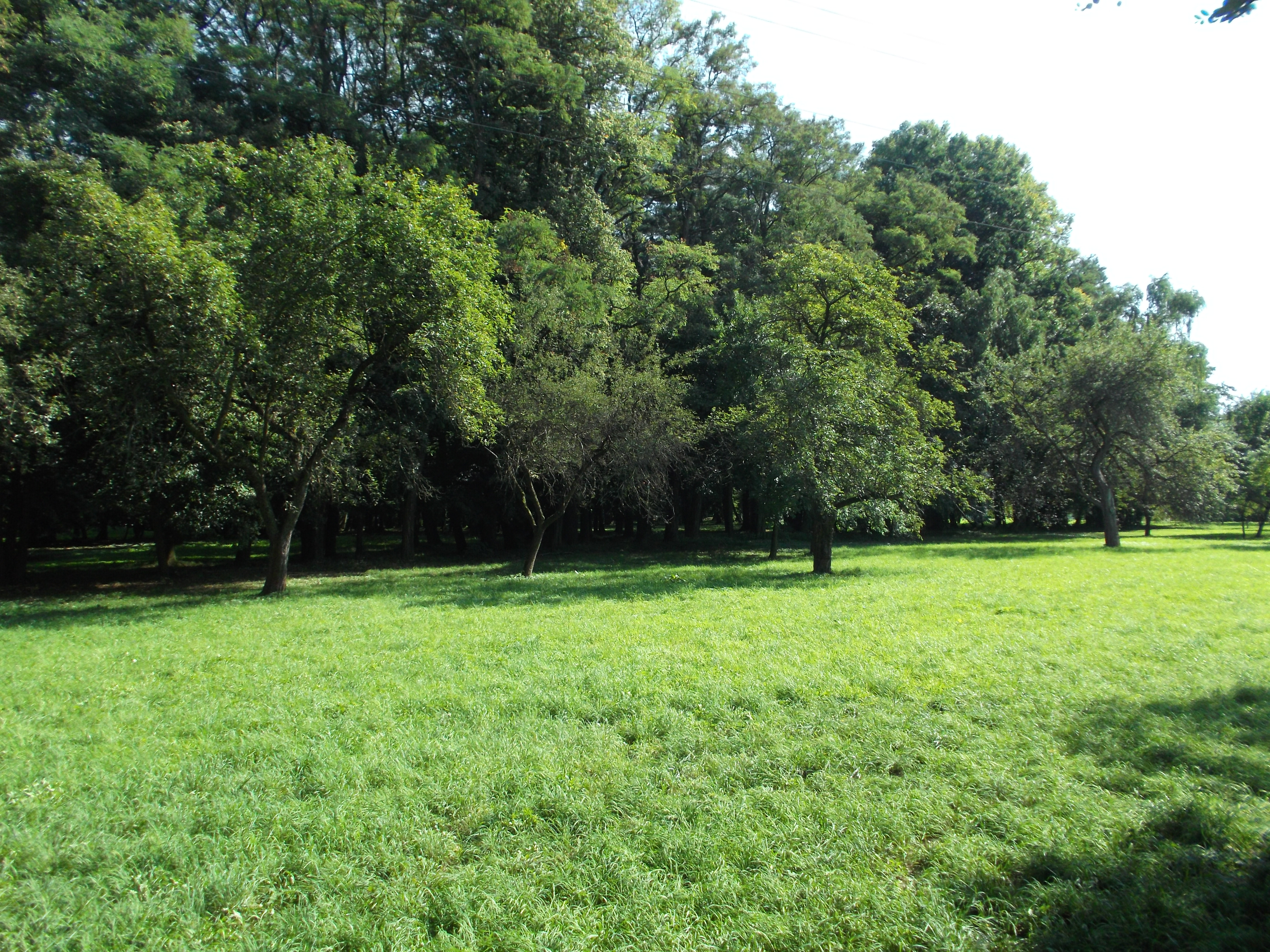
Park

Die Gemeinde befindet sich in der Tallandschaft Považské podolie am Ostrand der Weißen Karpaten auf einer Flussterrasse der Waag. Der Bach Kvašov fließt am südwestlichen Rand des Ortes. Das Ortszentrum liegt auf einer Höhe von 252 m n.m. und ist neun Kilometer von Ilava sowie 11,5 Kilometer von Púchov entfernt.
Nachbargemeinden sind Dolná Breznica im Norden, Lednické Rovne im Nordosten, Ladce im Osten und Südosten, Dulov im Süden und Westen sowie Kvašov im Nordwesten.

## Geschichte

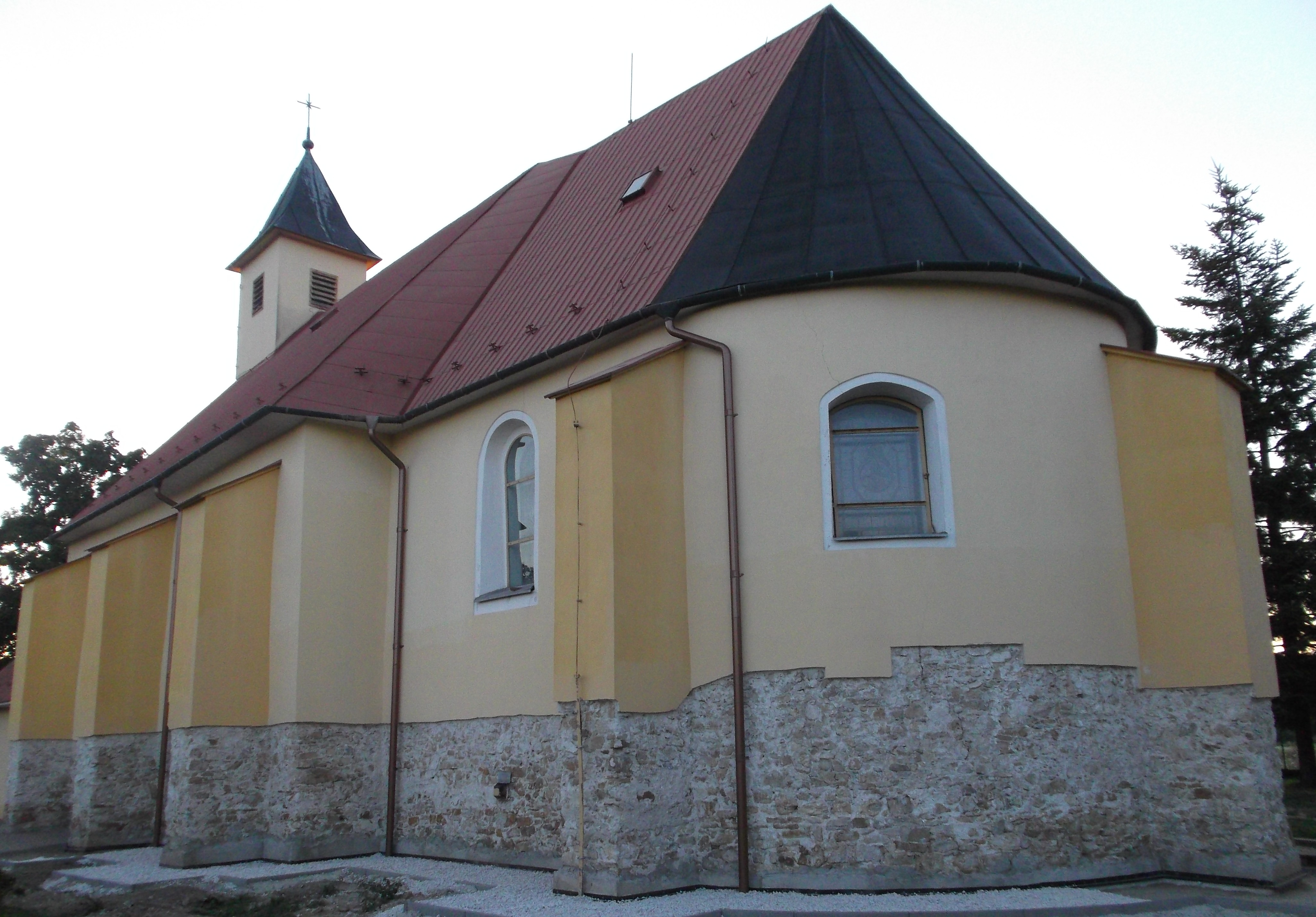
Kirche

Horovce wurde zum ersten Mal 1259 als Gown schriftlich erwähnt, weitere historische Namen sind untere anderen Gowor beziehungsweise Goor (1262), Horowcz (1450), Horowecz (1460) und Horowce (1773). Das Dorf war Gut der Familien Horovecký, Dulovský, Nozdrovický und Madocsányi und nach 1515 lag es vorübergehend im Herrschaftsgebiet der Burg Lednica. 1598 standen in Horovce 31 Häuser, 1720 hatte die Ortschaft 23 Steuerpflichtige, davon 22 Söllner. 1828 zählte man 38 Häuser und 411 Einwohner, die als Landwirte beschäftigt waren. Im 19. Jahrhundert bestand eine Brennerei im Ort.
Bis 1918 gehörte der im Komitat Trentschin liegende Ort zum Königreich Ungarn und kam danach zur Tschechoslowakei beziehungsweise heute Slowakei.

## Bevölkerung
| Jahr                | 1994 | 2004    | 2014    | 2024    |
| ------------------- | ---- | ------- | ------- | ------- |
| Anzahl der Personen | 806  | 784     | 847     | 917     |
| Unterschied         |      | −2,72 % | +8,03 % | +8,26 % |

| Jahr                | 2023 | 2024    |
| ------------------- | ---- | ------- |
| Anzahl der Personen | 914  | 917     |
| Unterschied         |      | +0,32 % |

Gemäß der Volkszählung 2011 wohnten in Horovce 829 Einwohner, davon 823 Slowaken und ein Tscheche. Fünf Einwohner machten keine Angabe zur Ethnie.
791 Einwohner bekannten sich zur römisch-katholischen Kirche, jeweils zwei Einwohner zur Evangelischen Kirche A. B. und zur evangelisch-methodistischen Kirche. 16 Einwohner waren konfessionslos und bei 18 Einwohnern wurde die Konfession nicht ermittelt.

## Bauwerke

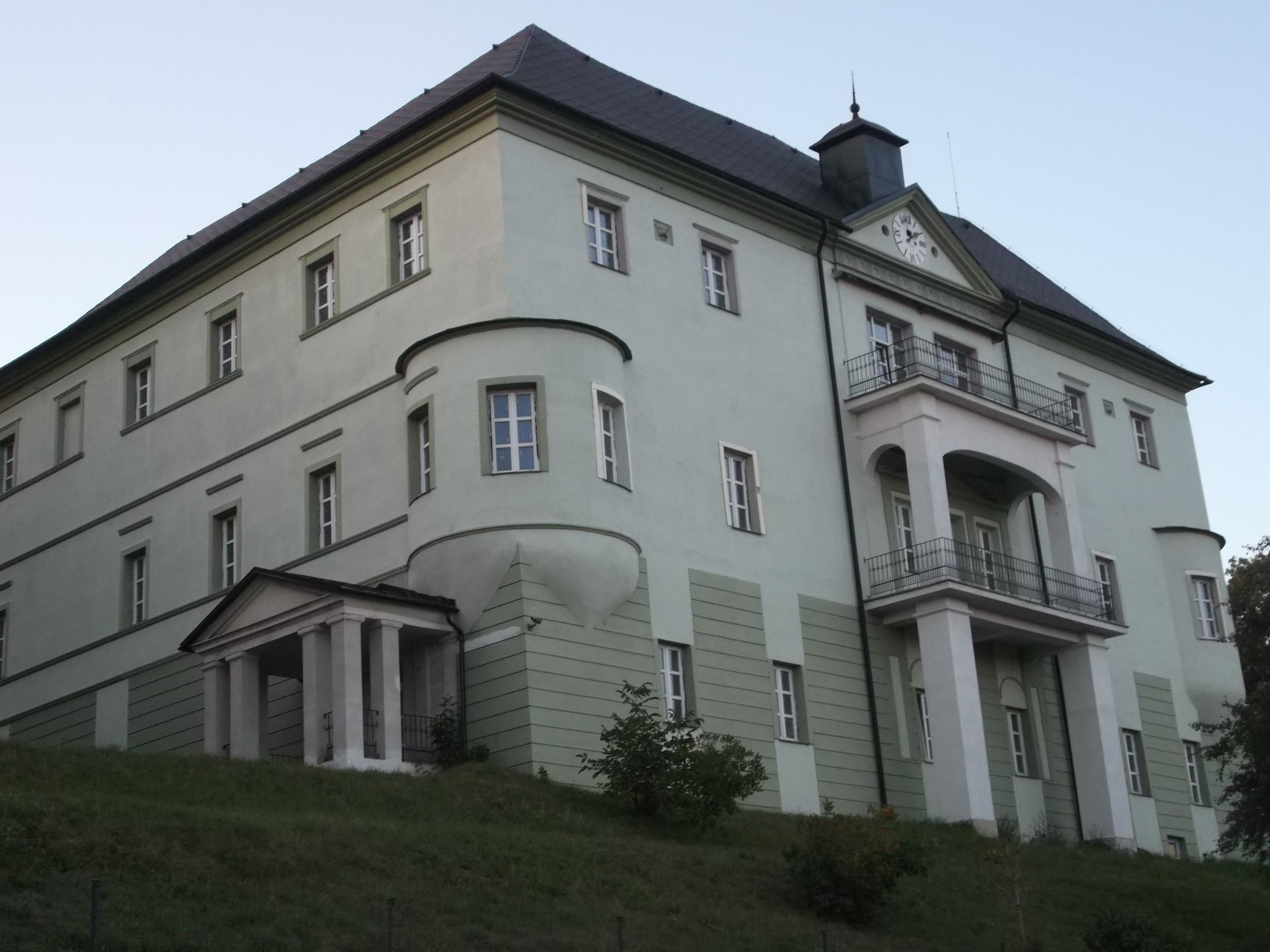
Landschloss in Horovce

- römisch-katholische Dreifaltigkeitskirche aus dem Jahr 1627, ursprünglich im Renaissancestil gestaltet, im 18. Jahrhundert erweitert und barockisiert
- Landschloss aus dem Jahr 1597, ursprünglich im Renaissancestil gestaltet
- Kapelle aus dem Ende des 18. Jahrhunderts
- Mausoleum aus der Zeit von gegen 1900

## Verkehr
Durch Horovce führt die Straße 2. Ordnung 507 auf dem Teilstück zwischen Nemšová und Púchov. Der Anschluss an die Autobahn D1 ist sieben Kilometer entfernt.
Es gibt eine Haltestelle an der Bahnstrecke Nemšová–Lednické Rovne, auf der allerdings kein Personenverkehr mehr stattfindet.

## Persönlichkeiten
- Karol Rebro (1912–2000), Rechtswissenschaftler, -historiker und Rektor der Comenius-Universität Bratislava